# Ferrovia Parigi-Lilla
La ferrovia Parigi–Lilla è un'importante linea ferroviaria della Francia che collega Parigi alle città del nord del paese e a Lilla. È lunga 251 km e, con le sue diramazioni, permette di raggiungere il Belgio e la Gran Bretagna. È elettrificata a corrente alternata monofase a 25 kV, 50 Hz.

## Storia
Un progetto governativo di collegamento tra Francia e Belgio e con l'Inghilterra prese forma già nel 1833. Alla fine del 1842 Lilla e Valenciennes furono connesse via ferrovia al Belgio e nell'estate del 1844 venne approvata una legge che promuoveva la costruzione della linea da Parigi a Lilla e delle sue diramazioni e ne affidava la concessione alla Compagnie du Chémin de fer du Nord i cui soci erano Hottinger, Laffitte, Blount e James Mayer de Rothschild il presidente. La nuova linea e la stazione parigina Nord vennero inaugurate il 20 giugno del 1846.
Il percorso originale della linea passava per la valle dell'Oise, Saint-Ouen-l'Aumône e Persan. Il tracciato era piuttosto difficile con saliscendi frequenti tra Saint-Denis e Creil per cui venne presto sostituito da una variante di 19 km passante per Chantilly inaugurata il 10 maggio 1859.
La linea, una delle più importanti della rete francese ha vista decrescere la sua importanza in seguito all'apertura della linea ad alta velocità LGV Nord nel 1993 perdendo parte del suo traffico passeggeri a lunga distanza rimanendo comunque un'importante direttrice di traffico merci e regionale.

## Percorso

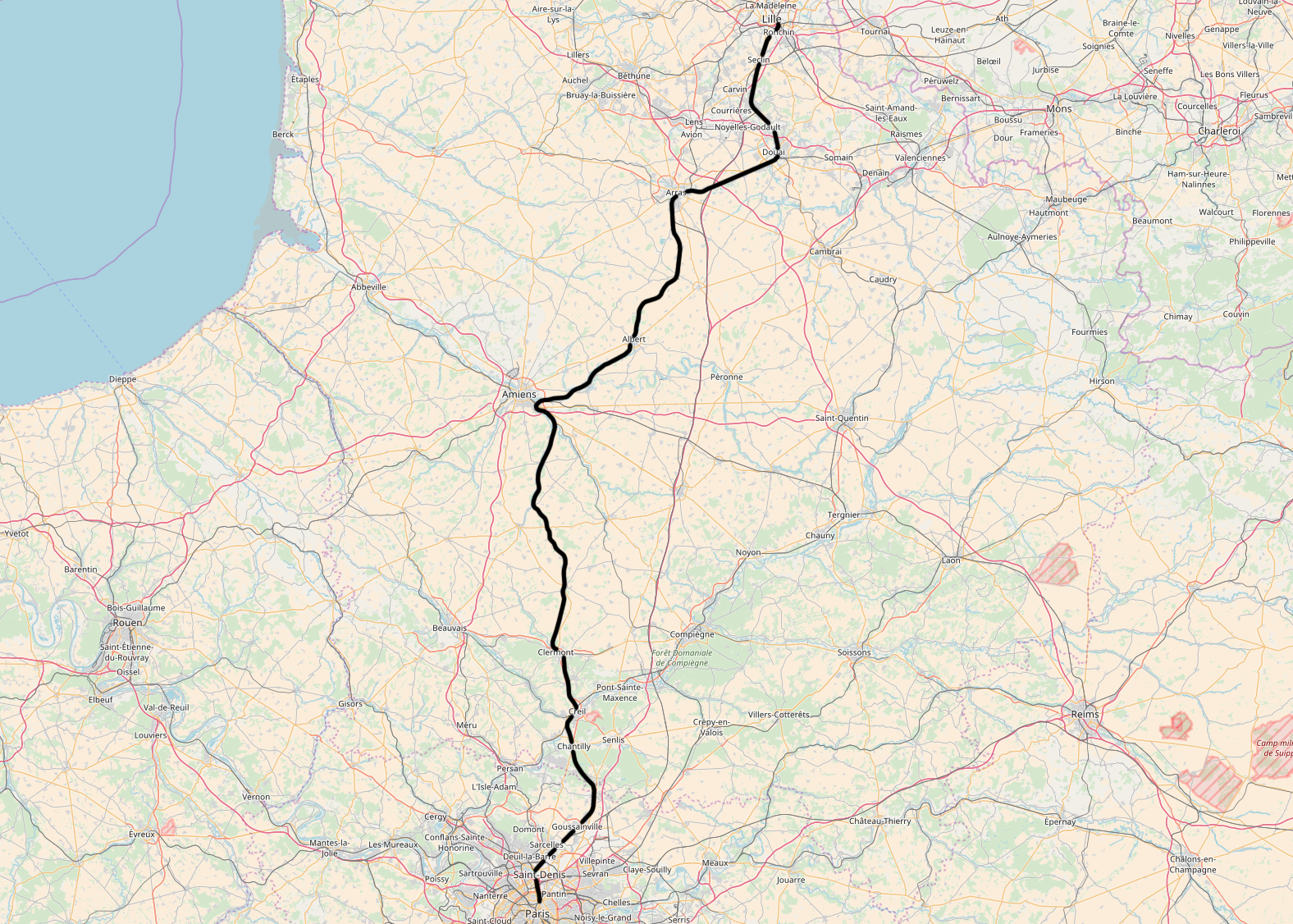

La linea inizia alla stazione Nord di Parigi puntando verso nord per 6 km fino a Saint-Denis e poi a nord-est con ascesa costante del 5  per mille. Nei pressi di Marly-la-Ville riprende la direzione nord e poi quella nord-ovest discendendo verso il fiume Oise. A Creil attraversa il fiume. Da tale stazione si dirama la linea per San Quintino e Bruxelles.
La linea lascia la valle dell'Oise continuando verso nord e il fiume Somme a Longueau dove si dirama la Longueau–Boulogne per Amiens e Boulogne-sur-Mer verso ovest e quella per Laon ad est. La linea prosegue verso Lilla in direzione nord-est seguendo la valle del Somme fino a Corbie, e poi quella dell'Ancre fino a Miraumont dove riprende la direzione nord fino ad Arras.
Da Arras segue il percorso del fiume Scarpe verso est e Douai dove cambia direzione puntando a nord-ovest. Passata Ostricourt dirige ancora a nord giungendo a Lilla dopo aver percorso 251 km ed entra nella stazione terminale di Lilla Fiandre.
|  |  | Unknown route-map component "tCONTg" |

|  |  | Unknown route-map component "tBHF-L" | Unknown route-map component "vKBHFa-R" |  |  |

|  |  | Unknown route-map component "tSTR" | Unknown route-map component "vÜST" |  |  |

|  |  | Unknown route-map component "tSTRe" | Unknown route-map component "evBHF" |  |  |

|  |  | Unknown route-map component "ABZg+l" | Unknown route-map component "vABZgr-STR" | Non-passenger head station |  |

|  |  | Straight track | Unknown route-map component "vSTR-ABZgl" | Unknown route-map component "ABZg+r" |  |

| Unknown route-map component "CONTgq" | Unknown route-map component "xABZq+r" | Unknown route-map component "eKRZoxr" | Unknown route-map component "evKRZo" | Unknown route-map component "eKRZo" | Unknown route-map component "exCONTfq" |

|  | Straight track | Unknown route-map component "eBHF" | Unknown route-map component "evBHF" | Straight track |  |

|  | One way leftward | Unknown route-map component "KRZu" | Unknown route-map component "vABZg+r-STR" | Straight track |  |

|  |  | Straight track | Unknown route-map component "vÜWBr" | Non-passenger station/depot on track |  |

|  |  | Straight track | Unknown route-map component "evBHF" | Straight track |  |

|  | Unknown route-map component "CONTgq" | Unknown route-map component "ABZgr" | Unknown route-map component "vSTR" | Straight track |  |

|  |  | One way leftward | Unknown route-map component "vKRZo" | Unknown route-map component "KRZo" | Unknown route-map component "CONTfq" |

|  |  |  | Unknown route-map component "vSTR" | Non-passenger station/depot on track |  |

|  |  |  | Unknown route-map component "vBHF-STR" | Unknown route-map component "ENDEe" |  |

|  |  |  | Unknown route-map component "vSKRZ-Au" |

|  | Unknown route-map component "vBHF" |

|  | Unknown route-map component "vWBRÜCKE1" |

|  |  | Unknown route-map component "vSHI1l-STRl" | Unknown route-map component "CONTfq" |

|  | Small bridge over water |

|  | Non-passenger station/depot on track |

|  | Unknown route-map component "CONTgq" | Unknown route-map component "ABZq+r" | Unknown route-map component "KRZu" | Unknown route-map component "CONTfq" |  |

|  |  | Straight track | Station on track |  |  |

|  |  | One way leftward | Unknown route-map component "ABZg+r" |  |  |

|  | Station on track |

|  | Station on track |

|  | Straight track |

| Unknown route-map component "CONTgq" | Unknown route-map component "ABZgr" |

|  | Station on track |

|  | Station on track |

|  | Station on track |

|  | Station on track |

|  | Unknown route-map component "FOWl" |

|  | Station on track |

|  | Station on track |

|  |  |  | Unknown route-map component "eABZgl" | Unknown route-map component "exSTR+r" |  |

|  |  |  | Unknown route-map component "hKRZWae" | Unknown route-map component "exhKRZWae" |  |

|  |  |  | Unknown route-map component "eABZg+l" | Unknown route-map component "exSTRr" |  |

|  | Station on track |

|  | Unknown route-map component "hKRZWae" |

| Unknown route-map component "exCONTgq" | Unknown route-map component "eABZgr" |

|  | Unknown route-map component "hKRZWae" |

|  |  | Unknown route-map component "ABZg+l" | Unknown route-map component "CONTfq" |

|  |  | Unknown route-map component "ABZg+l" | Unknown route-map component "CONTfq" |

|  | Station on track |

| Unknown route-map component "CONTgq" | Unknown route-map component "ABZgr" |

|  | Station on track |

|  | Station on track |

| Unknown route-map component "CONTgq" | Unknown route-map component "SPLag+r" |

|  | Unknown route-map component "vBHF" |

|  | Unknown route-map component "evÜSTl" |

|  |  | Unknown route-map component "evSTRl-SHI1ro" | Unknown route-map component "exCONTfq" |

|  | Stop on track |

|  | Stop on track |

|  |  |  | Straight track | Unknown route-map component "exCONTg" |  |

|  |  |  | Station on track | Unknown route-map component "exDST" | Unknown route-map component "uexKBHFa" |

|  |  |  | Unknown route-map component "eABZg+l" | Unknown route-map component "exSTRr" | Unused urban continuation forward |

| Unknown route-map component "exCONTgq" | Unknown route-map component "eABZgr" |

|  | Station on track |

|  | Unknown route-map component "eHST" |

|  | Unknown route-map component "SPLa" |

|  | Unknown route-map component "vBHF-eBHF" |

|  |  |  | Unknown route-map component "vSHI1l-STRl" | Unknown route-map component "STR+r" |  |

|  |  |  | Straight track | Unknown route-map component "eHST" |  |

|  |  |  | Straight track | Non-passenger end station |  |

|  | Station on track |

|  | Station on track |

|  | Station on track |

|  |  |  | Small bridge over water |

|  |  | Unknown route-map component "CONTgq" | Unknown route-map component "vSTR+r-SHI1+r" |  |  |

|  | Unknown route-map component "vBHF" |

|  | Unknown route-map component "vÜST" |

|  | Unknown route-map component "vBHF" |

|  |  |  | Unknown route-map component "SPLegl" | Unknown route-map component "STR+r" |  |

|  |  | Unknown route-map component "STR+l" | Unknown route-map component "KRZu" | Unknown route-map component "ABZql+l" | Unknown route-map component "CONTfq" |

|  |  | Unknown route-map component "KRWgl" | Unknown route-map component "KRWg+lr" | Unknown route-map component "KRWgr" |  |

|  |  | Unknown route-map component "ABZg+l" | Unknown route-map component "KRZu" | One way rightward |  |

|  |  | Continuation forward | Straight track |  |  |

|  | Stop on track |

|  | Stop on track |

|  | Station on track |

|  | Stop on track |

|  | Station on track |

|  | Station on track |

|  |  |  | Station on track + Unknown route-map component "HUBaq" | Unknown route-map component "uexKBHFa" + Unknown route-map component "HUBeq" |  |

|  |  | Unknown route-map component "uexCONTgq" | Unknown route-map component "emKRZu" | Unknown route-map component "uexABZgr" |  |

|  |  |  | Straight track | Unused urban continuation forward |  |

|  | Unknown route-map component "eBHF" |

|  | Station on track |

|  | Unknown route-map component "exCONTgq" | Unknown route-map component "evSTR+r-SHI1+r" |  |

|  | Unknown route-map component "vexBHF-BHF" |

|  | Unknown route-map component "eSPLe" |

|  | Stop on track |

|  | Unknown route-map component "eSPLa" |

|  | Unknown route-map component "vexBHF-BHF" |

|  | Unknown route-map component "exCONTgq" | Unknown route-map component "evSTRr-SHI1r" |  |

|  | Unknown route-map component "CONTgq" | Unknown route-map component "ABZg+r" |  |

|  |  | Unknown route-map component "SPLag+xl" | Unknown route-map component "exCONTfq" |

|  |  | Unknown route-map component "vABZg+l-ABZg+l" | Unknown route-map component "CONTfq" |

|  | Unknown route-map component "vBHF" |

|  |  | Unknown route-map component "SPLegl" | Unknown route-map component "CONTfq" |

|  | Unknown route-map component "kABZg2" |

|  |  | Unknown route-map component "CONTgq" | Unknown route-map component "KRZo+k1" | Unknown route-map component "kABZq+4" | Unknown route-map component "CONTfq" |

|  | Unknown route-map component "SKRZ-Ao" |

|  | Station on track |

|  | Unknown route-map component "SKRZ-Au" |

|  | Station on track |

|  | Station on track |

|  |  |  | Unknown route-map component "eABZgl" | Unknown route-map component "exSTR+r" |  |

|  |  |  | Station on track | Unknown route-map component "exSTR" |  |

|  |  |  | Unknown route-map component "ABZg+l" | Unknown route-map component "eABZql" | Unknown route-map component "CONTfq" |

|  | Station on track |

|  |  |  | Straight track | Continuation backward |  |

|  |  | Unknown route-map component "CONTgq" | Unknown route-map component "ABZg+r" | Straight track |  |

|  |  |  | Unknown route-map component "ABZgl" | Unknown route-map component "ABZgr" |  |

|  |  |  | One way leftward | Unknown route-map component "vSTR+r-SHI1+r" |  |

|  |  |  |  | Unknown route-map component "vBHF" |

|  |  |  |  | Unknown route-map component "SPLe" |

|  |  |  |  | Unknown route-map component "eSPLa" |

|  |  |  |  | Unknown route-map component "vexBHF-BHF" |

|  |  |  | Unknown route-map component "exCONTgq" | Unknown route-map component "vexABZgr-STR" |  |

|  |  |  | Unknown route-map component "exCONTgq" | Unknown route-map component "evSTRr-SHI1r" |  |

|  |  |  |  | Unknown route-map component "SKRZ-Au" |

|  |  |  |  | Station on track |

|  |  |  |  | Stop on track |

|  |  |  |  | Junction both to and from left | Unknown route-map component "CONTfq" |

|  |  |  |  | Unknown route-map component "ABZgl" | Unknown route-map component "KBSTeq" |

|  |  |  |  | Station on track |

|  |  |  |  | Unknown route-map component "SKRZ-Au" |

|  |  |  |  | Station on track |

|  |  |  | Unknown route-map component "CONTgq" | Unknown route-map component "KRZu" | Unknown route-map component "CONTfq" |

|  |  |  |  | Junction both to and from left | Unknown route-map component "CONTfq" |

|  |  |  |  | Station on track |

|  |  |  | Unknown route-map component "CONTgq" | Unknown route-map component "ABZgr" |  |

|  |  |  |  | Station on track |

|  |  |  |  | Station on track |

|  |  |  | Continuation backward | Straight track |  |

|  |  | Unknown route-map component "CONTgq" | Unknown route-map component "KRZul+r" | Unknown route-map component "KRZu" | Unknown route-map component "STR+r" |

|  |  |  | Straight track | Unknown route-map component "vSHI1+l-STR+l" | Unknown route-map component "ABZg+r" |

|  |  |  | Straight track | Unknown route-map component "vÜSTl" | Continuation forward |

|  |  |  | One way leftward | Unknown route-map component "vABZg+r-STR" |  |

|  |  |  |  | Unknown route-map component "vINT" |

|  |  |  |  | Unknown route-map component "vÜSTr" |

|  |  |  |  | Unknown route-map component "vSTR-eABZgl" | Unknown route-map component "exKBSTeq" |

|  |  | Continuation backward |  | Unknown route-map component "vSTR" |  |

|  |  | Unknown route-map component "ABZg+l" | Unknown route-map component "ABZq+l" | Unknown route-map component "vSTRr-SHI1r" | Unknown route-map component "vKBHFa" |

|  |  | Straight track | Straight track | Straight track | Unknown route-map component "vÜST" |

|  |  | Unknown route-map component "ABZgl" | Unknown route-map component "ABZql" | Unknown route-map component "KRZo" | Unknown route-map component "vSTRr-STR" |

|  |  | Unknown route-map component "tSTRa" |  | Unknown route-map component "SPLag+l" | Unknown route-map component "v-STRr" |

|  |  | Unknown route-map component "tBHF" |  | Unknown route-map component "vÜST" |  |

|  |  | Unknown route-map component "tSTR" |  | Unknown route-map component "vCONTf" |  |

|  |  | Unknown route-map component "tCONTf" |

### Stazioni principali
- Stazione di Parigi Nord
- Stazione di Creil
- Stazione di Longueau
- Stazione di Arras
- Stazione di Douai
- Stazione di Lilla Fiandre

La ferrovia Parigi–Lilla svolge servizi passeggeri delle seguenti categorie:
- TGV, Thalys, Eurostar tra Parigi e Villiers-le-Bel–Gonesse, e su brevi tratte tra Arras e Lilla
- InterCity da Parigi a Boulogne sulla tratta fra Parigi e Longueau, e tra Parigi, Cambrai e Maubeuge sulla tratta Parigi–Creil
- TER Picardie e TER Nord-Pas-de-Calais regionali
- Transilien regionali sulla tratta Parigi–Saint-Denis
- RER D rapid transit di Parigi sulla tratta Parigi–Creil